# Александар Станисављевић (фудбалер, 1998)
Александар Станисављевић (рус. Александр Станисавлевич; Лесковац, 27. јануара 1998) српски је фудбалер који тренутно наступа за Ботев из Враце. Висок је 194 центиметра и игра на позицији штопера.

## Каријера
Александар Станисављевић рођен је 27. јануара 1998. године у Лесковцу. Убрзо након свог рођења са породицом се преселио у Москву, где је касније прошао све млађе урасте у фудбалском клубу ЦСКА. Са тим клубом је потписао и свој први професионални уговор, док је у то време био једини странац у млађим категоријама руских клубова. Након истека уговорне обавезе, Станисављевић је средином 2018. напустио клуб, те се нешто касније прикључио Славији из Софије, где је дебитовао у сениорској конкуренцији.

## Репрезентација
Станисављевић је за репрезентацију Србије у узрасту до 16 година старости дебитовао је августу 2013. године, у двомечу против одговарајуће селекције Северне Македоније. За тај састав касније је наступио још пет пута, те постигао укупно два поготка, против Бугарске, односно Италије на меморијалном турниру „Миљан Миљанић“. Селектор Дејан Говедарица га је касније позивао у кадетску репрезентацију Србије, а свој једини погодак у том узрасту постигао је у последњој утакмици елитне рунде квалификација за Европско првенство 2015, против Азербејџана. У мају 2016. одиграо је две пријатељске утакмице за селекцију до 18 година, против одговарајуће екипе Босне и Херцеговине.

## Статистика

#### Клупска
| Клуб           | Сезона   | Лига               | Лига    | Лига   | Национални куп | Национални куп | Европа  | Европа | Остало  | Остало | Укупно  | Укупно |
| Клуб           | Сезона   | Дивизија           | Наступа | Голова | Наступа        | Голова         | Наступа | Голова | Наступа | Голова | Наступа | Голова |
| -------------- | -------- | ------------------ | ------- | ------ | -------------- | -------------- | ------- | ------ | ------- | ------ | ------- | ------ |
| Славија Софија | 2018/19. | Прва лига Бугарске | 13      | 0      | 1              | 0              | 2       | 0      | 0       | 0      | 16      | 0      |

- Ажурирано 5. јуна 2019. године.